# Андрійцев Валерій Олександрович
Валерій Олександрович Андрійцев (нар. 27 лютого 1987, Козелець) — український борець вільного стилю, бронзовий призер чемпіонату світу, срібний призер чемпіонату Європи, срібний призер Олімпійських ігор. Заслужений майстер спорту України з вільної боротьби.

## Біографія
Боротьбою займається з 1997 року. Перший тренер — Анатолій Задорожний. У 2007 році був чемпіоном Європи та світу серед юніорів. Закінчив Національний університет фізичного виховання і спорту України.
Влітку 2016 року приєднався до патріотичного флешмобу #яЛюблюСвоюКраїну, опублікувавши відеозвернення, в якому розповів за що любить Україну

## Спортивні результати на міжнародних змаганнях

#### Виступи на Олімпіадах
| Змагання                    | Збірна  | Вагова категорія          | Місце  |
| --------------------------- | ------- | ------------------------- | ------ |
| Літні Олімпійські ігри 2012 | Україна | вільна боротьба, до 96 кг | Срібло |
| Літні Олімпійські ігри 2016 | Україна | вільна боротьба, до 97 кг | 5      |

### Виступи на Чемпіонатах світу
| Змагання                        | Збірна  | Вагова категорія          | Місце  |
| ------------------------------- | ------- | ------------------------- | ------ |
| Чемпіонат світу з боротьби 2009 | Україна | вільна боротьба, до 96 кг | 20     |
| Чемпіонат світу з боротьби 2010 | Україна | вільна боротьба, до 96 кг | 13     |
| Чемпіонат світу з боротьби 2014 | Україна | вільна боротьба, до 97 кг | Бронза |
| Чемпіонат світу з боротьби 2019 | Україна | вільна боротьба, до 97 кг | 11     |

### Виступи на Чемпіонатах Європи
| Змагання                         | Збірна  | Вагова категорія          | Місце  |
| -------------------------------- | ------- | ------------------------- | ------ |
| Чемпіонат Європи з боротьби 2012 | Україна | вільна боротьба, до 96 кг | Срібло |
| Чемпіонат Європи з боротьби 2016 | Україна | вільна боротьба, до 97 кг | 5      |

### Виступи на Європейських іграх
| Змагання              | Збірна  | Вагова категорія          | Місце  |
| --------------------- | ------- | ------------------------- | ------ |
| Європейські ігри 2015 | Україна | вільна боротьба, до 97 кг | Бронза |

### Виступи на інших змаганнях
| Змагання                                                     | Збірна  | Вагова категорія          | Місце  |
| ------------------------------------------------------------ | ------- | ------------------------- | ------ |
| Чемпіонат світу серед студентів 2008                         | Україна | вільна боротьба, до 96 кг | Срібло |
| Золотий Гран-прі з боротьби 2010                             | Україна | вільна боротьба, до 96 кг | 5      |
| Золотий Гран-прі з боротьби 2010                             | Україна | вільна боротьба, до 96 кг | 5      |
| Чемпіонат світу серед студентів 2010                         | Україна | вільна боротьба, до 96 кг | Срібло |
| Київський Міжнародний турнір з вільної боротьби 2012         | Україна | вільна боротьба, до 96 кг | Золото |
| Олімпійський кваліфікаційний турнір 2012                     | Україна | вільна боротьба, до 96 кг | Бронза |
| Гран-прі Німеччини з боротьби 2012                           | Україна | вільна боротьба, до 96 кг | Золото |
| Турнір Чорного моря 2013                                     | Україна | вільна боротьба, до 96 кг | Золото |
| Золотий Гран-прі з боротьби 2013                             | Україна | вільна боротьба, до 96 кг | Бронза |
| Меморіал Вацлава Циолковського 2013                          | Україна | вільна боротьба, до 96 кг | 10     |
| Вогні Москви 2013                                            | Україна | вільна боротьба, до 96 кг | Бронза |
| Гран-прі «Іван Яригін» 2014                                  | Україна | вільна боротьба, до 97 кг | Бронза |
| Турнір Олександра Медведя 2014                               | Україна | вільна боротьба, до 97 кг | 5      |
| Золотий Гран-прі з боротьби 2014                             | Україна | вільна боротьба, до 97 кг | Срібло |
| Турнір Дана Колова — Николи Петрова 2015                     | Україна | вільна боротьба, до 97 кг | Бронза |
| Відкритий чемпіонат Польщі з боротьби 2015                   | Україна | вільна боротьба, до 97 кг | 18     |
| Кубок Алроси 2015                                            | Україна | вільна боротьба, до 97 кг | Срібло |
| Київський Міжнародний турнір з вільної боротьби 2016         | Україна | вільна боротьба, до 97 кг | Золото |
| Олімпійський кваліфікаційний турнір з вільної боротьби 2016  | Україна | вільна боротьба, до 97 кг | Бронза |
| Олімпійський кваліфікаційний турнір з вільної боротьби 2016  | Україна | вільна боротьба, до 97 кг | Золото |
| Відкритий чемпіонат Польщі з боротьби 2016                   | Україна | вільна боротьба, до 97 кг | 5      |
| Турнір Г. Картозія і В. Балавадзе 2018                       | Україна | вільна боротьба, до 97 кг | 5      |
| Турнір Яшара Догу 2018                                       | Україна | вільна боротьба, до 97 кг | 5      |
| Турнір Олександра Медведя 2018                               | Україна | вільна боротьба, до 97 кг | 5      |
| Henri Deglane Challenge 2019                                 | Україна | вільна боротьба, до 97 кг | Золото |
| Турнір Дана Колова — Николи Петрова 2019                     | Україна | вільна боротьба, до 97 кг | Срібло |
| Меморіал Вацлава Циолковського 2019                          | Україна | вільна боротьба, до 97 кг | 12     |
| Турнір Маттео Пелліконе 2020                                 | Україна | вільна боротьба, до 97 кг | 8      |
| Київський Міжнародний турнір з вільної боротьби 2020         | Україна | вільна боротьба, до 97 кг | Золото |
| Кубок світу з боротьби 2020                                  | Україна | вільна боротьба, до 97 кг | 5      |
| Київський Міжнародний турнір з вільної боротьби 2021         | Україна | вільна боротьба, до 97 кг | Срібло |
| Світовий олімпійський кваліфікаційний турнір з боротьби 2021 | Україна | вільна боротьба, до 97 кг | 5      |

## Державні нагороди
- Орден «За заслуги» III ст. (15 серпня 2012) — за досягнення високих спортивних результатів на ХХХ літніх Олімпійських іграх у Лондоні, виявлені самовідданість та волю до перемоги, піднесення міжнародного авторитету України[3]